# ستيفن رودس
ستيفن رودس (بالإنجليزية: Stephen Rhodes)‏ هو مقدم برامج إذاعية أيرلندي وبريطاني، ولد في 1951 في دبلن في جمهورية أيرلندا، وتوفي بنفس المكان في 22 فبراير 2017 بسبب تصلب جانبي ضموري.